# Rudziniec
Rudziniec (niem. Rudzinitz, 1936–1945 Rudgershagen) – wieś sołecka w Polsce położona w województwie śląskim, w powiecie gliwickim, w gminie Rudziniec, siedziba gminy Rudziniec oraz nadleśnictwa Rudziniec. W latach 1975–1998 miejscowość administracyjnie należała do województwa katowickiego. W miejscowości znajdują się 2 gniazda bociana białego. Populacja wsi liczy 1633 osoby. Historycznie leży na Górnym Śląsku.
Przez wieś przechodzi  Szlak Wypoczynkowy.

## Nazwa
W alfabetycznym spisie miejscowości z terenu Śląska wydanym w 1830 roku we Wrocławiu przez Johanna Knie miejscowość występuje pod obecnie używaną polską nazwą Rudziniec oraz niemiecką – Rudzinitz. Ze względu na polskie pochodzenie nazwy w okresie narodowego socjalizmu Niemcy zmienili w 1936 zgermanizowaną nazwę Rudzinitz na nową, całkowicie niemiecką Rudgershagen.

## Historia
Wieś wzmiankowana w 1305 roku jako Rudno Małe. Na terenie wsi znaleziono kilka toporków z okresu neolitu.
W II połowie XIX wieku w miejscu tartaku powstała nad kanałem Kłodnickim huta stali Pielahütte (Huta Piła), w której w 1889 r. wykonano m.in. elementy stalowej konstrukcji kratownicowej dla Mostu Tumskiego we Wrocławiu. W ostatnich dniach III powstania śląskiego w Rudzińcu mieścił się sztab wojsk powstańczych.

## Zabytki
- kościół św. Michała Archanioła – kościół parafialny zbudowany w 1657 roku z wieżą z 1853 roku; budowla jednonawowa o konstrukcji drewnianej zrębowej, wyposażenie barokowe
- pałac w Rudzińcu – obiekt zbudowany w 1876 roku, przebudowany w 1907 roku w stylu neorenesansu, obecnie szkoła podstawowa; obok – park krajobrazowy
- pomnik – krzyż – pomnik ku czci mieszkańców Rudzińca poległych i zaginionych w czasie I wojny światowej

## Edukacja
Szkoły podstawowe:
- Szkoła podstawowa im. Jana Pawła II w Rudzińcu

## Sport
- Klub piłkarski LKS „Amator” Rudziniec
- Klub siatkarski Klub Sportowy Rudziniec

## Galeria

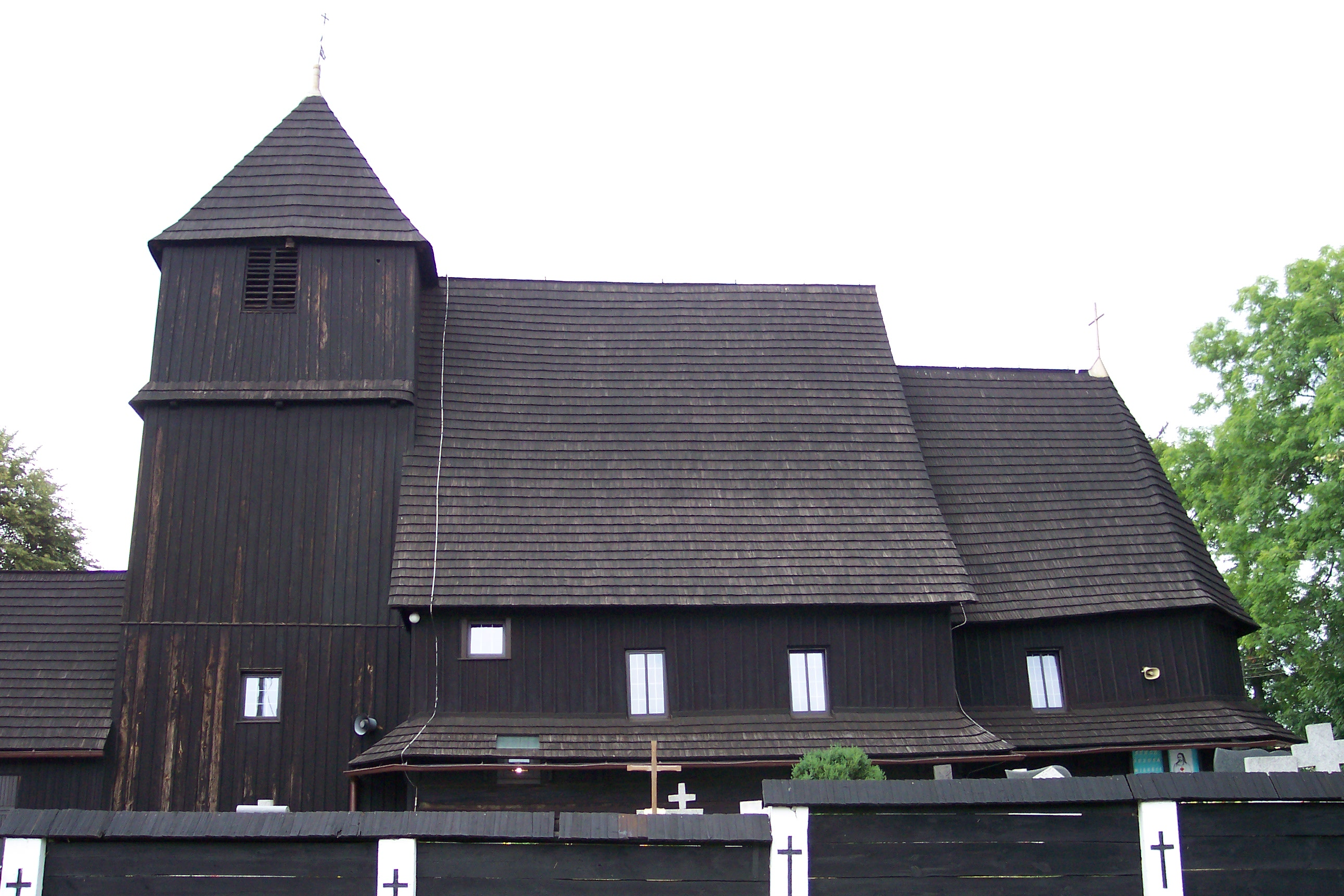
Rudziniec - Kościół św. Michała Archanioła
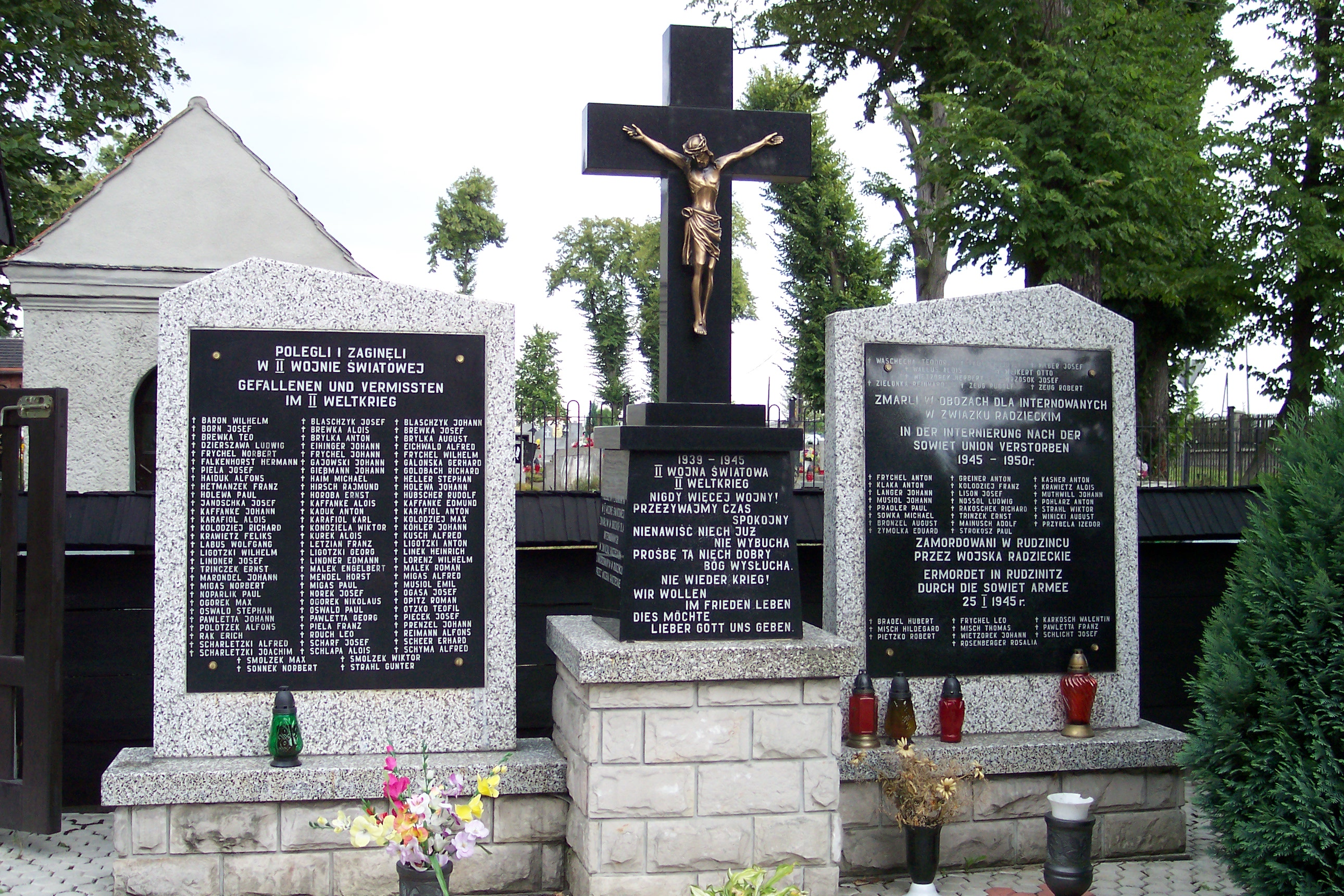
Rudziniec - Pomnik ofiar wojennych
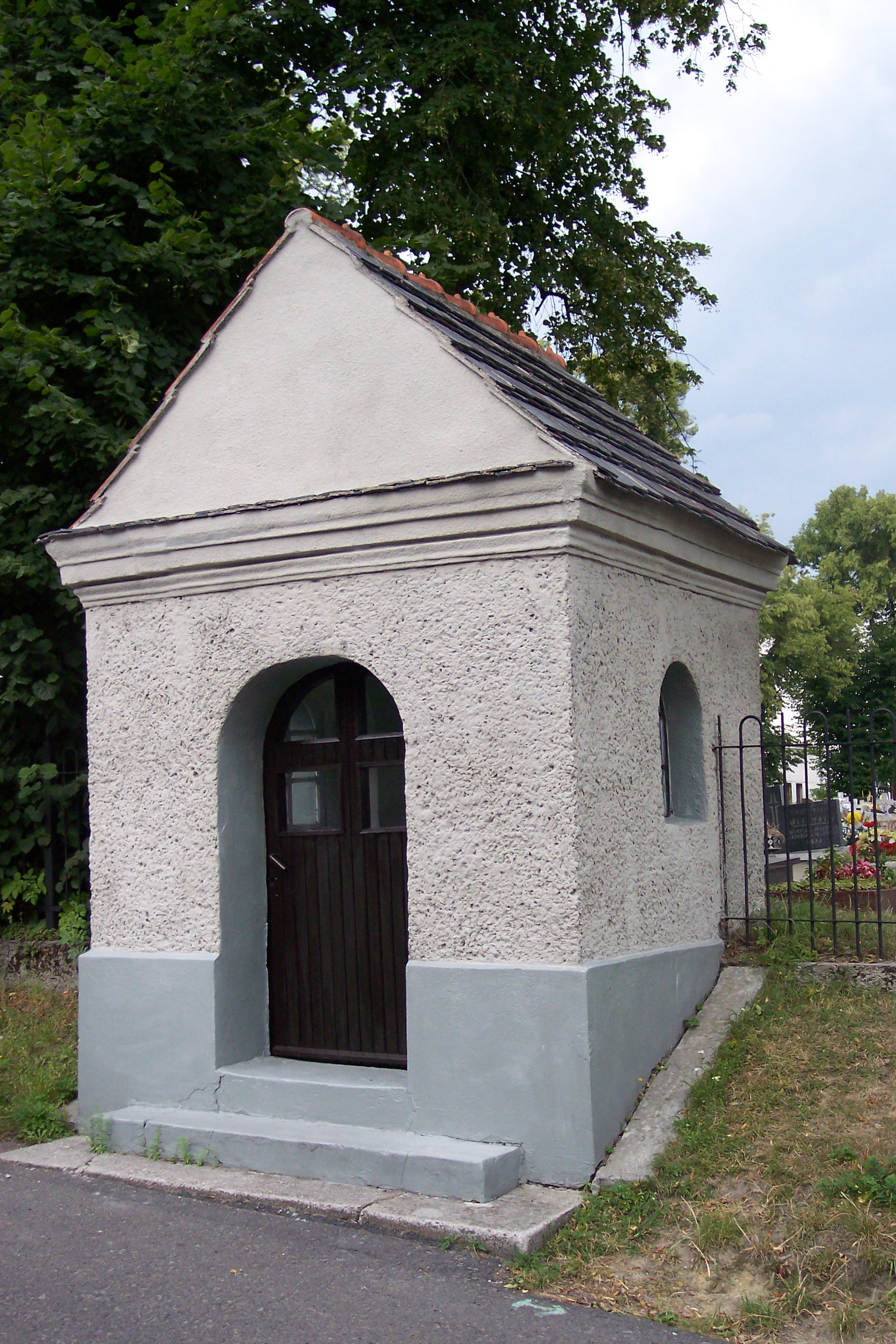
Rudziniec - Kapliczka
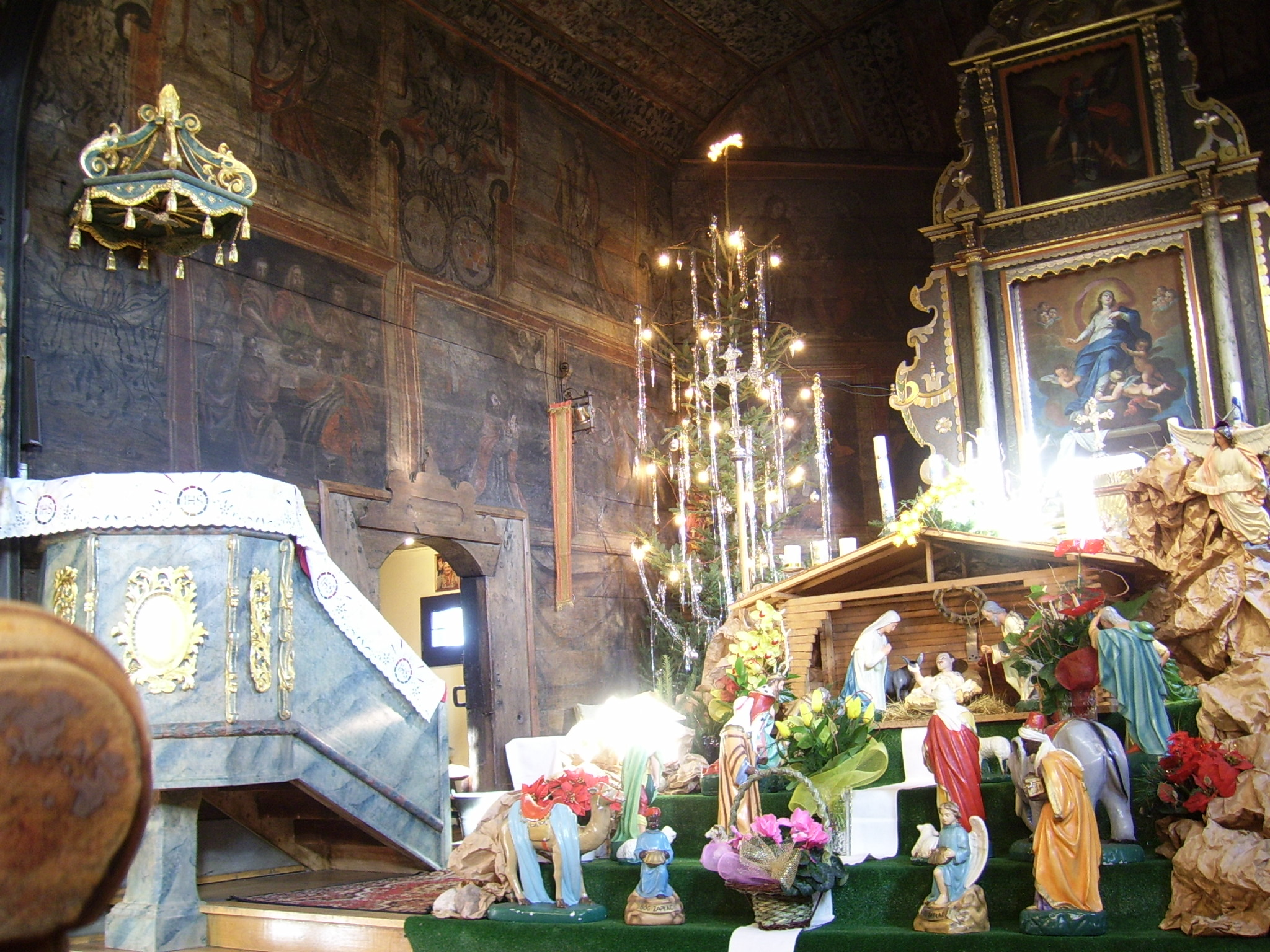
Wnętrze kościoła
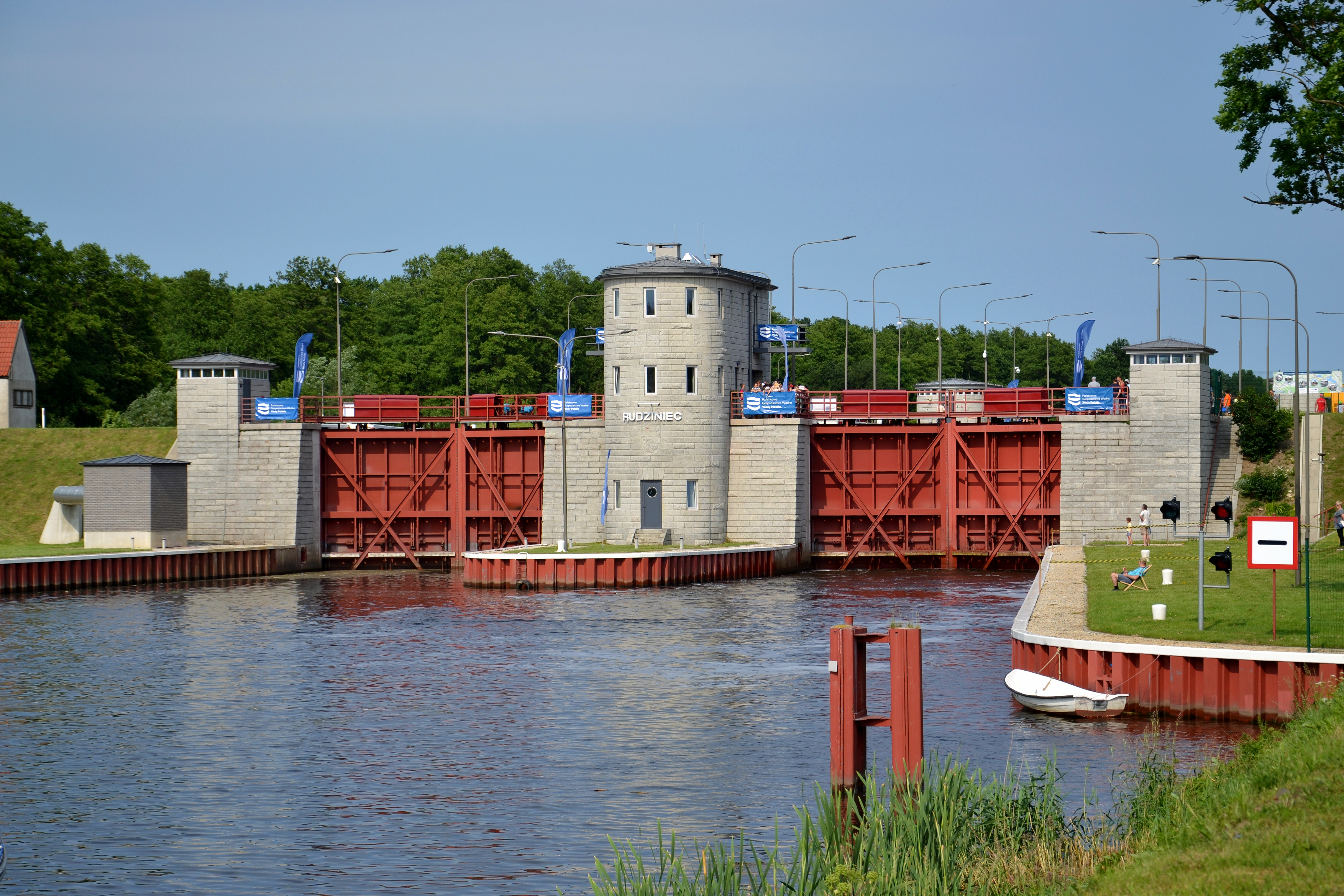
Śluza na Kanale Gliwickim